# Йорді Влегелс
Йорді Влегелс (нід. Jordy Vleugels, нар. 17 травня 1996, Мол) — бельгійський футболіст, півзахисник.

## Біографія
Влегелс був прийнятий до молодіжної академії «Везель Спорт» у віці шести років, з якої в 2006 році потрапив в академію нідерландського «Віллема II», де пройшов усі вікові групи.
У січні 2014 року його запросили на тренувальний табір першої команди, після чого він залишився в заявці клубу. Дебютував за «Віллем II» 25 квітня 2014 року у матчі Еерстедивізі проти «Алмере Сіті» (2:1), замінивши Ренана Занеллі за п'ятнадцять хвилин до кінця матчу. Цей матч так і залишився єдиним у сезоні, за результатами якого клуб зайняв перше місце і вийшов у Ередивізі. Тим не менш гравцем основного складу не став, через що у вищому нідерландському дивізіоні дебютував лише 15 серпня 2015 року у матчі зі столичним «Аяксом» (0:3). Цей матч став другим і останнім для гравця за рідний клуб.
5 січня 2016 року Влегелс був відданий в оренду на півроку в «Дордрехт», де зіграв дванадцять ігор у Еерстедивізі того сезону. Після цього Йорді на правах вільного агента підписав повноцінний контракт на два роки з клубом у липні 2016 року. У першому сезоні він здебільшого виходив на поле, зігравши у 22 матчах. Однак у другому сезоні він не був в планах нового тренера Герарда де Ноеєра, зігравши лише три гри на початку сезону 2017/18, після чого «Дордрехт» в жовтні розірвав свій контракт з півзахисником.

### Збірна
Протягом 2013–2014 років залучався до матчів юнацької збірної Бельгії до 18 та 19 років.